# 長野伸二
長野 伸二（ながの しんじ、1975年7月31日 - ）は、日本の声優、舞台俳優。兵庫県出身。ゆーりんプロ所属。

## 人物
テレビアニメでのデビュー作は『ぬらりひょんの孫〜千年魔京〜』。
趣味には映画鑑賞とカンフー映画談義、特技には関西弁と怪談話創作をそれぞれ挙げている。

## 出演
太字はメインキャラクター。

### テレビアニメ
2011年
- ぬらりひょんの孫〜千年魔京〜（陰陽師、鬼童丸の部下、遠野妖怪、京妖怪、ガイコツ忍者 他）

2012年
- モーレツ宇宙海賊（砲撃手）

2015年
- アルスラーン戦記（武装、兵士）

2017年
- 銀魂.（2017年 - 2018年、公園の男B、解放軍軍曹）

2018年
- レイトン ミステリー探偵社 〜カトリーのナゾトキファイル〜（ボイラー）

2019年
- パズドラ（2019年 - 2023年、コーチA、演者、ボス）
- 胡蝶綺 〜若き信長〜（家臣）

2021年
- 宇宙なんちゃら こてつくん（こてつのお父さん）
- ひぐらしのなく頃に卒（友人）
- アイドリッシュセブン Third BEAT!（会社員）
- プラチナエンド（刑事）
- 名探偵コナン（酔っ払い）
- 進化の実〜知らないうちに勝ち組人生〜（ゼロス・アルバーナ）
- 月とライカと吸血姫（男性、運送屋B）
- 境界戦機（2021年 - 2022年、斎藤父、新日本軍兵士） - 2シリーズ

2022年
- ハコヅメ〜交番女子の逆襲〜（酔っ払い1号）
- 明日ちゃんのセーラー服（車内アナウンス）
- 農民関連のスキルばっか上げてたら何故か強くなった。（店主）

2023年
- おとなりに銀河（五色健）
- AIの遺電子（中華料理屋の客）
- 青のオーケストラ（運転手）
- ラグナクリムゾン（狩竜人たち、街の人々）
- 帰還者の魔法は特別です（教授、アウター）
- 鴨乃橋ロンの禁断推理（老警官）

2024年
- チ。-地球の運動について-（司祭）

2025年
- 天久鷹央の推理カルテ
- 青のミブロ（親方）
- 異修羅（惨夢の境のエスウィルダ）

### Webアニメ
- 輝きの川（2019年）
- ＃コンパス 戦闘摂理解析システム（2019年）
- 幼女社長R（2023年、サラリーマンB、おじさんA）

### ゲーム
2008年
- THE 歯医者さん
- 野獣刑事 東京同時多発テロを鎮圧せよ!

2009年
- Canvas3

2011年
- 水月 弐

2012年
- 恋と選挙とチョコレート

2014年
- 白猫プロジェクト（ライネル）
- 龍が如く 維新!
- 戦国X

2015年
- ガーディアンズ・ヴァイオレーション

2016年
- ポケモンガオーレ

2019年
- クイズRPG 魔法使いと黒猫のウィズ（ゴンザレス・ゴンス）
- SEKIRO: SHADOWS DIE TWICE
- 三国志大戦M

2022年
- モンスターストライク（アビニベーシャ）
- 魔法使いの夜

2024年
- ファイナルファンタジーVII リバース

### デジタルコミック
- 顔に出ない柏田さんと顔に出る太田君（2020年、鬼藁田先生[11]）
- アキトはカードを引くようです（2020年、鉱山作業員ほか[12]）
- 魔石グルメ 魔物の力を食べたオレは最強!（2020年、ローガス、商人[13]）
- しめるちゃんはつきまといたい（2020年、先生、チンピラ）

### 吹き替え

#### 映画
- アイボリー・ゲーム（英語版）
- アウトレイジャス 最も危険な男（マーシャル）
- インスタント・ファミリー 〜本当の家族見つけました〜（リヴァス判事）
- オクジャ/okja
- オペレーション:レッド・シー
- 俺たち喧嘩スケーター2: 最後のあがき（ボブ・フォーブス〈ジェイソン・ジョーンズ（英語版）〉）
- キミとボクの距離
- キリング・ガンサー（ブレイク・ハモン〈タラン・キラム〉）
- クリスマス・カンパニー（ジェイ〈ヨハン・ディオネ〉）
- クロース: 孤独のボディーガード（カビラ）
- ゲット・アライブ（スペイン語版）（ヨシ〈ダリオ・ラピラト（スペイン語版）〉）
- ザ・ウェイバック（ミゲル）
- ザ・セイント（英語版）（ミラー〈ジェイソン・ブルックス（英語版）〉）
- 殺人狂時代
- サマー・オブ・84（マッキー〈リッチ・ソマー〉[14]）
- シーウルフ（ヨハンセン）
- ジュラシック・ワールド/炎の王国
- ジョシュア: 大国に抗った少年（英語版）
- スティーブ・ジョブズ 知られざる男の正体（英語版）
- スノーデン（ケヴィン）
- セプテンバー5（ジャック・レスガード〈ジヌディーヌ・スアレム〉）
- セレニティー:平穏の海（エイプ）
- チャーリーズ・エンジェル
- デンジャラス・ミッション（ガブリエル）
- ナイト・サバイバー（リッチ〈チャド・マイケル・マーレイ〉[15]）
- ニュー・ミュータント（クレイグ神父〈ハッピー・アンダーソン〉）※Disney+版
- 運び屋（エミリオ〈ロバート・ラサード〈ロバート・ラサード（英語版）〉[16]）
- バッド・ウェイヴ（スパイダー〈ジェイソン・モモア〉）
- パッドマン 5億人の女性を救った男（パリーの父〈スニール・シンハ〉）
- パトリオット・デイ
- パワーレンジャー
- ハンターキラー 潜航せよ（ビル・ビーマン〈トビー・スティーブンス〉[17]）
- ピエロがお前を嘲笑う
- 54 フィフティフォー（バック）
- ブリグズビー・ベア（ヴォーゲル刑事〈グレッグ・キニア〉）
- ベガス流 ヴァージンロードへの道（ベネット〈ゲイリー・オーウェン〉）
- マーベル・シネマティック・ユニバース（ロジャー・ハリントン先生〈マーティン・スター〉）
  - スパイダーマン:ホームカミング[18]
  - スパイダーマン:ファー・フロム・ホーム[19]
  - スパイダーマン:ノー・ウェイ・ホーム[20]
- MILES AHEAD/マイルス・デイヴィス 空白の5年間
- 魔法の恋愛書（英語版）（ベネット〈ゲイリー・オーウェン（英語版）〉）
- ミスター・ピッグ（英語版）
- メッセージ
- 山猫は眠らない8 暗殺者の終幕（フランクリン〈ロックリン・マンロー〉[21]）
- ヤング・アダルト・ニューヨーク（フレッチャー〈アダム・ホロヴィッツ（英語版）〉）
- 赦しのちから（トーマス・ヒル〈キャメロン・アーネット〉[22]）
- ライアー・ハウス（英語版）（デイル〈ヴァル・キルマー〉）
- ラスト・ウィッチ・ハンター（マックス）
- ラスト・バレット（カッパ）
- ラバーズ・アゲイン
- リベンジ・リスト（ギブソン刑事〈サム・トラメル（英語版）〉）
- LOOP ループ 時に囚われた男（ハンガリー語版）

#### ドラマ
- アウトキャスト（ボブ ・コールドウェル〈M・C・ゲイニー〉）
- アウトランダー
- アンダン 〜時を超える者〜（ジェイコブ）
- イージー(en:Easy (TV series))
- ヴァージンリバー（バート）
- ウディ・アレンの6つの危ない物語
- エレメンタリー ホームズ&ワトソン in NY
- Empire 成功の代償
- オレンジ・イズ・ニュー・ブラック（フォード、ドーナツ）
- 女刑事マーチェラ シーズン2（フィル・ドーキンス）
- カササギ殺人事件（アンドレアス・パタキス〈アレクサンドロス・ログーテティス〉）
- グレイス&フランキー
- ザ・ウィドウ 〜真実を求めて〜（ピーター・ベロー〈バート・フーシェ〉）
- THE FALL 警視ステラ・ギブソン（グレン・マーティン〈エメット・J・スキャンラン（英語版）〉）
- ザ・ホーンティング・オブ・ヒルハウス
- ザ・ミスト（英語版）（トレヴァー）
- サルベーション -地球の終焉-（英語版）
- ザ・ロイヤルズ（サイラス）
- シークレット・シティ（英語版） シーズン2（サミ・アルマーシ〈ロバート・ラビア（英語版）〉）
- シーズ・ガッタ・ハヴ・イット（英語版）（パポ〈エルビス・ノラスコ（英語版））
- ジーニアス:ピカソ（エミール・ジロー〈セバスチャン・ロッシェ〉[23]）
- シカゴ P.D.
- シカゴ・ファイア
- スーパーナチュラル
- タイムレス
- トランスポーター ザ・シリーズ
- ハウス・オブ・カード 野望の階段 シーズン6
- パニッシャー
- 薔薇の名前（ドルチーノ〈アレッシオ・ボーニ〉[24]）
- ピッチ 彼女のメジャーリーグ（英語版）（ディック・エンバーグ）
- 秘密の扉（イ・ダルソン）
- FAMOUS IN LOVE シーズン2
- プルーブン・イノセント 冤罪弁護士（ザーン）
- ホワイトライン（マイク）
- MR. ROBOT/ミスター・ロボット
- Uボート ザ・シリーズ 深海の狼（シラー）
- レモニー・スニケットの世にも不幸なできごと（英語版）（ラリー〈パトリック・ブリーン（英語版）〉）
- 六龍が飛ぶ（ウ・ハクチュ、チョ・ジュン）
- ロング・ナイト 沈黙的真相（リー・ジエングオ〈ツァオ・ウェイユー〉[25]）
- ワーキングママ シーズン2（バート）

#### アニメ
- サハラ
- ストレッチアームストロング
- バンピリーナとバンパイアかぞく
- ビッグマウス

#### 人形劇
- ダーククリスタル: エイジ・オブ・レジスタンス（司祭）

### ボイスオーバー
- エベレスト・レスキュー
- コスモス：時空と宇宙
- KonMari〜人生がときめく片付けの魔法〜
- BigドリームSmallハウス
- 密着!台湾軍エリート部隊
- ミリオンダラー・カーハンター
- UFC登竜門TUF 美女と野獣!?ダブルトーナメント（ティム・ゴーマン）
- ラスト・バレー・レストーラー：修復は俺たちに任せろ!

### ナレーション
- パチスロ激闘TV 北斗勝舞の刻
- パチンコパチスロ激闘TV
- パチスロ必勝本　DXパチスロライダー
- 横浜ミストリー

### CM
- 製薬会社営業社員向け
- ビジネスマン向けスキルアップ教材（キャラボイス）
- 三菱・コルト『ほほー篇』

### 舞台
- 神々のトロイア
- 智恵子抄
- 第28回ゆーりんプロデュース公演・新人公演「眠れる森の魔女」（主役・グータ[26]）
- 第30回記念 ゆーりんプロデュース公演・新人公演「呉国大謀 赤壁」

### シリーズ一覧
1. ↑  第一部（2021年）、第二部（2022年）